# خوي سورق (تشهاردانغة)
خوي سورق (بالفارسية: خوی‌سورق) هي منطقة سكنية تقع في إيران في قسم تشهاردانغة الریفي. يقدر عدد سكانها بـ 187 نسمة.